# 労働安全衛生法による健康診断

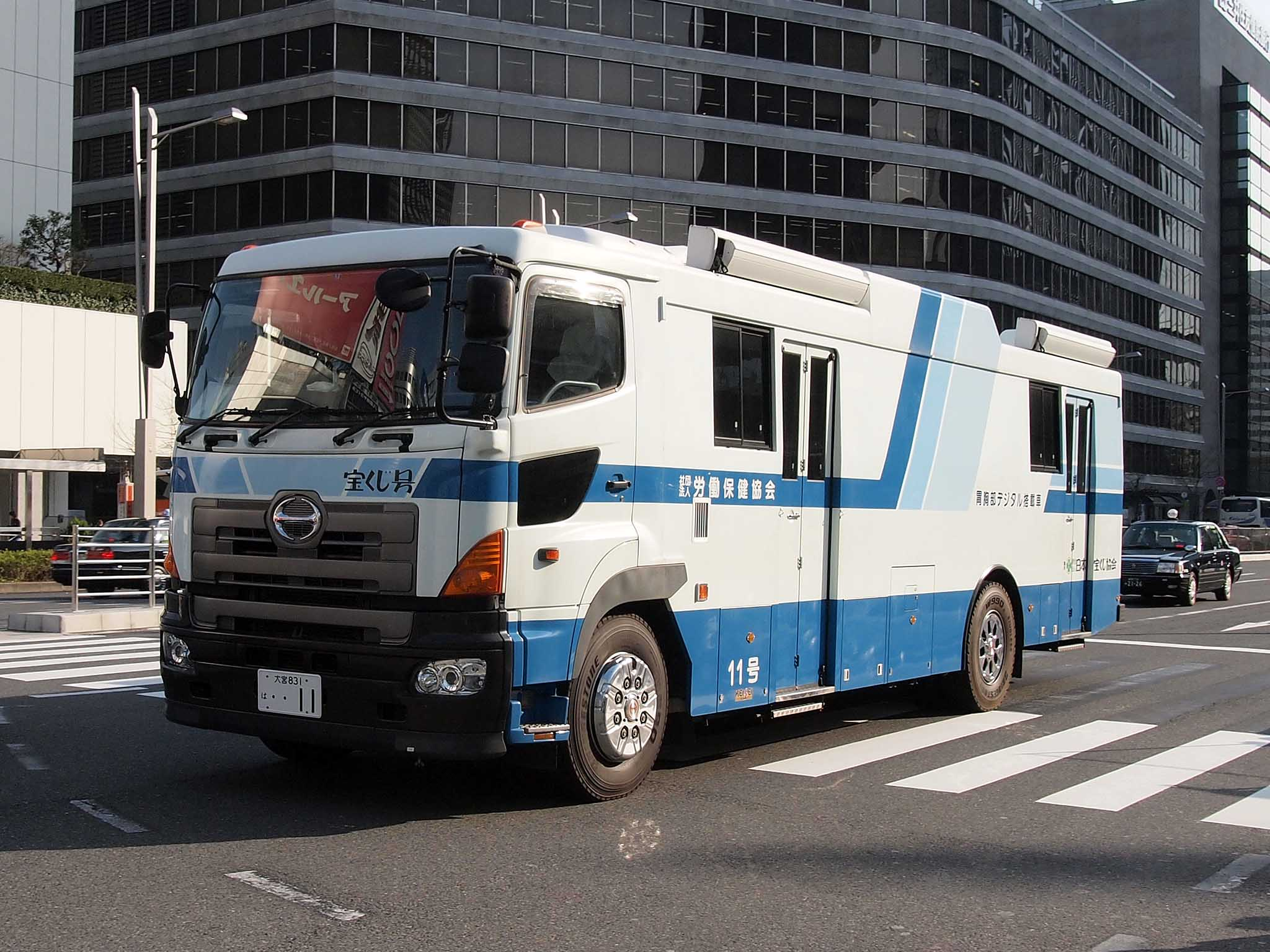
検診車（宝くじ号）

労働安全衛生法による健康診断（ろうどうあんぜんえいせいほうによるけんこうしんだん）あるいは事業者健診（じぎょうしゃけんしん）とは、労働安全衛生法第66条を根拠法令として実施される日本の健康診断である。
この健康診断の水準については、一般企業においては、一般医療水準に照らし相当と認められる程度の健康診断を実施するか、あるいはこれを行い得る医療機関に委嘱すれば、事業者の安全配慮義務違反は認められないとされる（判例 : 東京高判平成10年2月26日）。
2015年12月からは産業精神保健の観念より、職業性ストレスチェックの実施が、常時使用する労働者数が50人以上の事業者の義務となった。
- 労働安全衛生法について、以下では条数のみ記す。

## 一般健康診断
第66条1項に規定されている健康診断のことを『一般健康診断』という。
派遣労働者については、派遣元が実施しなければならない。
なお多くの企業では、事業者健診と同時に生活習慣病予防健診を組み合わせて実施していることも多い。
一般健康診断では、以下の11項目（一般項目）を検査する（労働安全衛生規則第44条）。
パートタイム労働者については、以下の1，2いずれにも該当する場合には、「常時使用する労働者」に該当する。
1. 1週間の所定労働時間が、当該事業場の同種の業務に従事する通常の労働者（常勤）の1週間の所定労働時間の4分の3以上であること
2. 期間の定めのない労働契約により使用される者、又は有期労働契約により使用される者であって「当該有期労働契約の契約期間が1年（特定業務従事者は6か月）以上である者」「契約の更新により1年（特定業務従事者は6か月）以上使用されることが予定されている者及び1年（特定業務従事者は6か月）以上引き続き使用されている者」のいずれかに該当する者

一般健康診断に含まれるのは、以下の健康診断である。なお、2009年（平成21年）6月の改正法施行により、結核健康診断（法定の健康診断の際結核発病のおそれがあると診断された労働者に対し、その後おおむね6月後に行わなければならないこととされている健康診断）の規定は廃止された（改正前の規則第46条）

### 雇入時健康診断
事業者は、常時使用する労働者を雇い入れるときは、当該労働者に対し、一般項目（喀痰検査を除く）について医師による健康診断を行わなければならない（規則第43条）。他の健康診断と異なり、医師の判断で省略できる項目はない。ただし、医師による健康診断を受けた後、3か月を経過しない者を雇い入れる場合において、その者が当該健康診断の結果を証明する書面を提出したときは、当該健康診断の項目に相当する項目については省略できる（規則第43条但書）。
- 「既往歴」については、雇入れの際までにかかった疾病を、経時的に調査すること。「業務歴」については、雇入れの際までにおいて従事したことのある主要な業務についての経歴を調査するものとすること。「自覚症状、他覚症状の有無の検査」には、当該労働者が就業を予定される業務に応じて必要とする身体特性を把握するための感覚器、循環器、呼吸器、消化器、神経系、皮膚および運動機能の検査が含まれ、その検査項目の選定は当該労働者の性、年齢、既往歴、問視診等を通じての所見などもあわせて医師の判断にゆだねられるものであること（昭和47年9月18日基発601号の1）。

なお雇い入れ時の健康診断は常時使用する労働者を雇い入れた際における適性配置、入職後の健康管理に役立てるために実施するものであり、採用選考時に実施することを義務付けたものではなく、また応募者の採否を決定するために実施するものでもない。健康診断の必要性を慎重に検討することなく、採用選考時に健康診断を実施することは、応募者の適性と能力を判断する上で必要のない事項を把握する可能性があり、結果として就職差別につながるおそれがあることから、採用選考時に健康診断を実施する場合には、健康診断が応募者の適性と能力を判断する上で真に必要かどうか慎重に検討する必要がある。 

### 定期健康診断
事業者は、常時使用する労働者（特定業務従事者を除く）に対し、1年以内ごとに1回、定期に、一般項目について医師による健康診断を行わなければならない（規則第44条）。ただし、雇い入れ時の健康診断・海外派遣労働者の健康診断・特殊健康診断を受けた者については、当該健康診断の実施日から1年間に限り、その者が受けた当該健康診断の項目に相当する項目を省略できる。
- 「既往歴」または「業務歴」は、直近に実施した健康診断以降のものをいうこと。「自覚症状、他覚症状の有無の検査」は、規則第13条1項3号に掲げる業務（産業医の専属が義務付けられる業務）に従事する受診者については、その者の業務の種類、性別、年齢等に応じ必要な内容にわたる検査を加えるものとすること。「自覚症状」に関するものについては、最近において受診者本人が自覚する事項を中心に聴取することとし、この際本人の業務に関連が強いと医学的に想定されるものをあわせて行なうものとすること。「他覚症状」に関するものについては、受診者本人の訴えおよび問視診に基づき異常の疑いのある事項を中心として医師の判断により検査項目を選定して行なうこと。なお、この際医師が本人の業務に関連が強いと判断した事項をあわせ行なうものとすること（昭和47年9月18日基発601号の1）。

医師が必要でないと認めるときは、以下の検査項目を省略できる。
1. 20歳以上の者については、身長の検査を省略できる。
2. 40歳未満の者（35歳の者を除く）、妊娠中の女性等で腹囲が内臓脂肪の蓄積を反映していないと診断された者、BMIが所定値未満の者については、腹囲の検査を省略できる。
3. 40歳未満の者（35歳の者を除く）については、貧血検査、肝機能検査、血中脂質検査、血糖検査及び心電図検査を省略できる。
4. 40歳未満の者（20歳、25歳、30歳及び35歳の者を除く。以下同じ。）で、以下のいずれにも該当しないものについては、医師が必要でないと認めるときは、胸部エックス線検査を省略することができる[3]。また、胸部エックス線検査を省略できるものについては、医師が必要でないと認めるときは、喀痰検査を省略することができる。

- 感染症の予防及び感染症の患者に対する医療に関する法律施行令第12条第1項第1号に掲げる者（具体的には、学校（専修学校及び各種学校を含み、幼稚園を除く）、病院、診療所、助産所、介護老人保健施設又は特定の社会福祉施設において業務に従事する者であること）
- じん肺法第8条第1項第1号又は第3号に掲げる者（具体的には、常時粉じん作業に従事する労働者で、じん肺管理区分が管理1のもの又は常時粉じん作業に従事させたことのある労働者で、現に粉じん作業以外の作業に常時従事しているもののうち、じん肺管理区分が管理2である労働者であること）

### 特定業務従事者の健康診断
事業者は、特定業務に常時従事する労働者に対し、当該業務への配置替えの際及び6か月以内ごとに1回、定期に、一般項目について医師による健康診断を行わなければならない（規則第45条）。この場合において、胸部エックス線検査、喀痰検査については、1年以内ごとに1回、定期に、行えば足りる。ただし、雇い入れ時の健康診断・海外派遣労働者の健康診断・特殊健康診断を受けた者については、当該健康診断の実施日から6か月間に限り、その者が受けた当該健康診断の項目に相当する項目を省略できる。
省略できる検査項目は胸部エックス線検査、喀痰検査を除き、定期健康診断と共通である。
「特定業務」とは、その業務に常時500人以上の労働者を従事させる場合に、産業医の専属が義務付けられる有害業務（規則第13条2項）のことをいう。なお、産業医の選任義務のある事業場においては、事業者は、当該事業場の労働者の健康管理を担当する産業医に対して、健康診断の計画や実施上の注意等について助言を求めることが必要であるとされる。

### 海外派遣労働者の健康診断
事業者は、労働者を本邦外の地域に6か月以上派遣しようとするときは、あらかじめ、当該労働者に対し、一般項目及び以下の項目のうち医師が必要であると認める項目について、医師による健康診断を行わなければならない（規則第45条の2第1項）。事業者は、本邦外の地域に6か月以上派遣した労働者を本邦の地域内における業務に就かせるとき（一時的に就かせるときを除く。）は、当該労働者に対し、一般項目及び以下の項目のうち医師が必要であると認める項目について、医師による健康診断を行わなければならない（規則第45条の2第2項）。1989年10月の改正法施行により設けられた。
海外において疾病の増悪や新たな疾病の発症があると、職場環境、日常生活環境、医療事情等が国内と異なる面も多いため、医療をはじめとして様々な負担を労働者に強いることとなる。このため、海外に派遣する労働者の健康状態の適切な判断及び派遣中の労働者の健康管理に資するため、派遣前の健康診断に関する規定を新設したものである。また、海外勤務を終了した労働者を国内勤務に就かせる場合の就業上の配慮を行うとともに、その後の健康管理にも資するため、帰国後の健康診断に関する規定を新設したものである（平成元年8月22日基発462号）。
派遣前の健康診断においては、雇い入れ時の健康診断・定期健康診断・特定業務者の健康診断・特殊健康診断を受けた者については、当該健康診断の実施日から6か月間に限り、その者が受けた当該健康診断の項目に相当する項目を省略できる。また派遣前・帰国後とも、医師が必要ないと認めるときは、20歳以上の者についての身長の検査と、胸部エックス線検査で病変の発見されなかった者についての喀痰検査は省略できる。
査証申請の際に、健康診断（またはその証明書）が必要とされる場合がある。

### 給食従業員の健康診断
事業者は、事業に附属する食堂又は炊事場における給食の業務に従事する労働者に対し、その雇入れの際又は当該業務への配置替えの際、検便による健康診断を行なわなければならない（規則第47条）。事業者によっては一般健康診断に分類しないところもある。

## 特殊健康診断
第66条2項に規定されている健康診断のことを『特殊健康診断』あるいは『医師による特別の項目についての健康診断』という。
一定の有害業務に従事する労働者を対象として行う。派遣労働者については、派遣先が実施しなければならない。
配置替えの際に行う特殊健康診断には、業務適性の判断と、その後の業務の影響を調べるための基礎資料を得る目的がある。また特殊健康診断では、対象とする特定の健康障害と類似の他の疾患との判別が、一般健康診断よりも一層強く求められる。
一般健康診断と特殊健康診断双方の対象となる労働者に係る健康診断の評価に際しては、一般健康診断と特殊健康診断の結果を経時的な変化を含め総合的に評価することが重要であること。従って、これらの健康診断結果については、医療機関への紹介状やその回答等を含め、労働者ごとに一括保存することが望ましいものであること（平成元年8月22日基発462号）。

### 有害業務従事者の健康診断
事業者は、以下の有害業務に従事する労働者に対し、その業務の区分に応じ、雇入れ又は当該業務への配置替えの際及びその後所定の期間（四アルキル鉛業務は3ヶ月、その他は6ヶ月）以内ごとに1回、定期に、医師による特別の項目についての健康診断を行なわなければならない（第66条2項）。有害業務に従事させたことのある労働者で、現に使用しているものについても、労働者が常時従事していた業務の区分に応じ、6か月以内ごとに1回（一定項目については1年以内ごとに1回）、定期に、医師による特別の項目についての健康診断を行なわなければならない。
1. 粉じん業務
2. 高圧室内業務および潜水業務
3. 放射線業務（電離放射線障害防止規則による）
4. 特定化学物質等の製造、取扱業務及び製造等禁止物質の試験研究のための製造、使用業務（第3類物質を除く）
5. 鉛業務（遠隔操作によって行う隔離室におけるものを除く）
6. 四アルキル鉛業務（遠隔操作によって行う隔離室におけるものを除く）
7. 有機溶剤業務
8. 石綿業務
9. 除染業務

### 歯科医師による健康診断
事業者は、有害な業務で、政令で定めるものに常時従事する労働者に対し、その雇入れの際、当該業務への配置替えの際及び当該業務についた後6か月以内ごとに1回、定期に、歯科医師による健康診断を行なわなければならない（第66条3項）。 「有害な業務で、政令で定めるもの」とは、以下の物のガス、蒸気又は粉じんを発散する場所における業務とする（施行令第22条3項）。
1. 塩酸
2. 硝酸
3. 硫酸
4. 亜硫酸
5. 弗化水素
6. 黄リン
7. その他歯又はその支持組織に有害なもの

## ストレスチェック
医師等による「心理的な負担の程度を把握するための検査（ストレスチェック）」の実施が、2015年（平成27年）12月より、常時使用する労働者数が50人以上の事業者の義務となった（第66条の10）。50人未満の事業場については当面の間努力義務とされる（附則第4条）。派遣労働者については、派遣元が事業者としての義務を負う。なお、ストレスチェック制度自体は、メンタルヘルス不調の労働者を把握することを目的とした制度ではない。
事業者は、常時使用する労働者に対し、1年以内ごとに1回、定期に、次に掲げる事項について検査を行わなければならない（規則第52条の9）。
- 職場における当該労働者の心理的な負担（職業性ストレス）の原因に関する事項
- 当該労働者の心理的な負担による心身の自覚症状に関する項目
- 職場における他の労働者による当該労働者への支援に関する項目

ストレスチェックの実施者は、次に掲げる者とする（規則第52条の10）。ストレスチェックを受ける労働者の所属する事業場の状況を日頃から把握している者が行うことが望ましい。
- 医師
- 保健師
- ストレスチェックを行うために必要な知識についての研修であって厚生労働大臣が定めるものを修了した歯科医師、看護師、精神保健福祉士又は公認心理師

ストレスチェックを受ける労働者について解雇・昇進又は異動に関して直接の権限を持つ監督的地位にある者はストレスチェックの実施の事務に従事してはならない（規則第52条の10）。従事することができない事務は、ストレスチェックの実施に直接従事すること及び実施に関連してストレスチェックの実施者の指示のもと行われる労働者の健康情報を取り扱う事務をいい、これに含まれない事務であって、労働者の健康情報を取り扱わないものについては、人事に関して直接の権限を持つ監督的地位にある者が従事して差し支えない。当該事務には、例えば、以下の事務が含まれる。
- 事業場におけるストレスチェックの実施計画の策定
- ストレスチェックの実施日時や実施場所等に関する実施者との連絡調整
- ストレスチェックの実施を外部機関に委託する場合の外部機関との契約等に関する連絡調整
- ストレスチェックの実施計画や実施日時等に関する労働者への通知
- 調査票の配布
- ストレスチェックを受けていない労働者に対する受検の勧奨

事業者は、ストレスチェックを受けた労働者に対し、厚生労働省令で定めるところにより、当該検査を行った医師等から遅滞なく当該検査の結果が通知されるようにしなければならない。この場合において、当該医師等は、あらかじめ当該検査を受けた労働者の同意を得ないで、当該労働者の検査の結果を事業者に提供してはならない（第66条の10第2項）。同意が得られた場合は、事業者は当該ストレスチェックの結果に基づいて記録を作成し、これを5年間保存しなければならない（第66条の10第4項、規則第52条の18）。同意が得られない場合は、ストレスチェックの結果の作成・実施の事務に従事した者による当該記録の保存が適切に行われるよう、必要な措置を講じなければならない。

## その他の健康診断等
一般健康診断、特殊健康診断のいずれにも属さないもの、及び医師による指導を取り上げる。

### 臨時健康診断
都道府県労働局長は、労働者の健康を保持するため必要があると認めるときは、労働衛生指導医の意見に基づき、事業者に対し、臨時の健康診断の実施その他必要な事項を指示することができる（第66条4項）。この指示は、実施すべき健康診断の項目、健康診断を受けるべき労働者の範囲その他必要な事項を記載した文書により行なうものとする（規則第49条）。
- 「その他必要な事項」には、健康診断の検査法、健康診断を実施した場合の結果の報告に関すること、労働者の健康保持の観点からみて必要な作業環境条件の測定および改善、作業方法、救護体制等の検討に関することが含まれること。この指示を発する場合としては、次のごとき場合が考えられるものであること（昭和47年9月18日基発601号の1）。
  - 特別の健康診断の結果または作業中の労働者の訴え等からみて、特に注目すべき疾病がみられた場合
  - 有害物の大量漏えいがあり健康診断を要すると認められる場合
  - その他原因不明の健康障害、特異な疾病等が発生した場合
  - 作業環境または作業条件の改善を必要と認める場合（作業環境測定により第3管理区分と評価された場合等）

### 深夜業従事者の自発的健康診断
深夜業に従事する労働者であって、常時使用され、自ら受けた健康診断を受けた日前6か月を平均して1か月当たり4回以上深夜業に従事した者は、自ら受けた健康診断の結果を証明する書面を事業者に提出することができる（第66条の2、規則第50条の2）。2000年（平成12年）4月の改正法施行により新たに導入された。自己の健康に不安を有する深夜業従事者であって事業者の実施する次回の特定業務従事者の健康診断の実施を待てない者が自らの判断で受診した健康診断の結果を事業者に提出した場合に、事業者が、特定業務健診の場合と同様の事後措置等を講ずることを義務付けるものである（平成12年3月24日基発第162号）。この書面の提出は、当該健康診断を受けた日から3か月以内にしなければならない（規則第50条の3）。
- 自発的健康診断を受診してから提出するまでの期間については、自発的健康診断の結果への対応は、特に迅速に行う必要性があるものと考えられるため、その根拠となる自発的健康診断結果の提出についても、できるだけ早期に受診者から事業者に提出がなされるべきものであることにかんがみ、3月以内とすることとしたものであること（平成12年3月24日基発第162号）。
- 深夜業については人間の有する一日単位のリズムに反して働くというその特性から健康への影響を及ぼす可能性が指摘されていることから、医師による問診に当たっては、特に自他覚症状について注意深く行うことが望ましいこと。自発的健康診断については、深夜業従事者の労働負荷や深夜就労という特殊性に加え、労働者の不安を払拭するために労働者の自主的判断によって受診できるものであることを踏まえ、できる限り健康診断項目を省略しないよう、関係者に対し指導すること（平成12年3月24日基発第162号）。

### 二次健康診断及び特定保健指導
労働安全衛生法の規定による一般健康診断等のうち直近のもの（一次健康診断）において、血圧検査、血液検査その他業務上の事由による脳血管疾患及び心臓疾患の発生にかかわる身体の状態に関する検査であって、厚生労働省令で定めるもの（血圧測定、血中脂質検査、血糖検査、肥満度（腹囲の検査又はBMIの測定）の4項目）が行われた場合において、当該検査を受けた労働者がそのいずれの項目にも異常の所見があると診断されたときに、当該労働者（当該一次健康診断の結果その他の事情により既に脳血管疾患又は心臓疾患の症状を有すると認められるものを除く）に対し、その請求に基づいて二次健康診断及び特定保健指導を行う（労働者災害補償保険法第26条）。労災保険法における保険給付として行われる。
事業者は二次健康診断の対象となる労働者を把握し、当該労働者に対して二次健康診断の受診を勧奨するとともに、診断区分に関する医師の判定を受けた当該二次健康診断の結果を事業者に提出するよう働きかけることが適当であるとされる。

## 事後措置
事業者は、上記の健康診断を受けた労働者全員に対して、遅滞なくその結果を通知しなければならない（第66条の6）。異常の所見が無かった者に対しても通知は必要である。 
事業者は、上記の健康診断の結果、異常の所見があると診断された労働者については、当該労働者の健康を保持するために必要な措置について、医師又は歯科医師の意見を聴かなければならない（第66条の4）。この意見聴取は、原則として当該健康診断実施の日から3か月以内（自発的健康診断の場合は提出日から2か月以内）に行わなければならない。事業者は、医師又は歯科医師から、意見聴取を行う上で必要となる労働者の業務に関する情報を求められたときは、速やかに、これを提供しなければならない（規則第51条の2）。なお、健康診断において、その雇用する労働者が要再検査又は要精密検査と診断された場合であっても、当該再検査・精密検査の実施は特に有害物質等に係る規則で定められている場合を除き、一律には事業者にその実施が義務付けられているものではない。
- 就業場所変更等の措置（第66条の5）

医師又は歯科医師の意見を勘案し、その必要があると認めるときは、当該労働者の実情を考慮して、就業場所の変更、作業の転換、労働時間の短縮、深夜業の回数の減少等の措置を講ずるほか、作業環境測定の実施、施設又は設備の設置又は整備、当該医師又は歯科医師の意見の衛生委員会若しくは安全衛生委員会又は労働時間等設定改善委員会への報告その他の適切な措置を講じなければならない。派遣労働者については、派遣元・派遣先双方が行わなければならない。
厚生労働大臣は、この規定により事業者が講ずべき措置の適切かつ有効な実施を図るため必要な指針を公表するものとする、とされ、現在「健康診断結果に基づき事業者が講ずべき措置に関する指針」（平成8年10月1日健康診断結果措置指針公示第1号、最終改正平成29年4月14日公示第9号）が公表されている。
事業者は、医師等の意見に基づいて、就業区分に応じた就業上の措置を決定する場合には、あらかじめ当該労働者の意見を聴き、十分な話合いを通じてその労働者の了解が得られるよう努めることが適当である。 なお、産業医の選任義務のある事業場においては、必要に応じて、産業医の同席の下に労働者の意見を聴くことが適当である。健康診断の結果に基づいて使用者が労働時間を短縮させて労働させたときは、使用者は労働の提供のなかった限度において賃金を支払わなくても差し支えない。但し、使用者が健康診断の結果を無視して労働時間を不当に短縮もしくは休業させた場合には、休業手当を支払わなければならない場合の生ずることもある（昭和23年10月21日基発1529号、昭和63年3月14日基発150号）。
- 保健指導（第66条の7）

一般健康診断・自発的健康診断の結果、特に健康の保持に努める必要があると認める労働者に対し、医師又は保健師による保健指導を行うように努めなければならない。派遣労働者については、派遣元が実施しなければならない。労働者は、通知された健康診断の結果及び保健指導を利用して、その健康の保持に努めるものとする。
事業者は、健康診断の結果に基づき、健康診断個人票を作成して、以下の期間保存しなければならない（規則第51条）。自発的健康診断の提出を受けた場合であっても、その提出された書面に基づいて、健康診断個人票を作成しなければならない。
- 一般の労働者：5年間
- ベンゼン等の特別管理物質の製造・取扱業務従事者に係るもの、電離放射線業務従事者に係るもの：30年間
- 石綿の粉じん発散場所における業務等従事者に係るもの：40年間

常時50人以上の労働者を使用する事業者は、定期健康診断・特定業務従事者の健康診断を行なったときは、遅滞なく、定期健康診断結果報告書を所轄労働基準監督署長に提出しなければならない（規則第52条）。常時50人以上の労働者を使用する事業者は、1年以内ごとに1回、定期に、心理的な負担の程度を把握するための検査結果等報告書（検査及び面接指導の結果の報告を含む）を所轄労働基準監督署長に提出しなければならない（規則第52条の21）。使用者は、その使用する労働者数に関わらず、有害業務従事者の健康診断のうち指針で定めるものを行ったときは、遅滞なく、健康診断結果報告書を所轄労働基準監督署長に提出しなければならない。使用者は、その使用する労働者数に関わらず、歯科医師による健康診断（定期のものに限る）を行ったときは、遅滞なく、歯科健康診断結果報告書を所轄労働基準監督署長に提出しなければならない。歯科健康診断結果報告書については、従来は定期健康診断結果報告書に包括されていたが、常時使用する労働者が50人未満の事業場においては、歯科健康診断の実施率が非常に低いことが判明したことから、2022年（令和4年）10月よりに歯科健康診断の報告義務についても、事業場の人数にかかわらず、実施報告の義務付けを行うこととなった。
これらの報告書について、産業医が選任されている事業場においては、（健康診断を産業医でなく健診機関が行った場合でも）報告書には産業医の記名押印がなされなければならないとする旨の規定があったが（報告書の提出義務がある事業場は、同時に産業医の選任義務がある事業場であるから、産業医が選任されていないということは、法的にあり得ない）、令和2年8月の改正省令施行により行政手続における押印等の見直しやオンライン利用率の向上等の観点から産業医の押印は不要となった。このことは、事業者が医師等による健康診断やその結果に基づく医師等からの意見聴取を実施する義務がなくなったことを意味するものではなく、引き続き、安衛法等に基づき、事業者は医師等による健康診断やその結果に基づく医師等からの意見聴取等を実施しなければならないこと（令和2年8月28日基発0828第1号）。

## その他の措置

### 面接指導
面接指導とは、問診その他の方法により心身の状況を把握し、これに応じて面接により必要な指導を行うことをいう。労働安全衛生法に定められている面接指導は、長時間労働やストレスを背景とする労働者の脳・心臓疾患やメンタルヘルス不調を未然に防止することを目的としており、医師が面接指導において対象労働者に指導を行うだけではなく、事業者が就業上の措置を適切に講じることができるよう、事業者に対して医学的な見地から意見を述べることが想定されている。働き方改革関連法においては、長時間労働やメンタルヘルス不調などにより、健康リスクが高い状況にある労働者を見逃さないため、医師による面接指導が確実に実施されるようにし、労働者の健康管理を強化するものである（平成30年9月7日基発0907第2号）。
事業者は、その労働時間の状況その他の事項が労働者の健康の保持を考慮して厚生労働省令で定める要件（休憩時間を除き1週間当たり40時間を超えて労働させた場合におけるその超えた時間が1月当たり80時間を超え、かつ、疲労の蓄積が認められる労働者。ただし算定期日前1月以内に面接指導を受けた労働者その他面接指導の必要がないと医師が認めた者を除く）に該当する労働者に対し、当該労働者の申出により、医師による面接指導を行わなければならない（第66条の8第1項、規則第52条の2第1項）。この超えた時間の算定は、毎月一回以上、一定の期日を定めて行わなければならず（規則第52条の2第2項）、事業者は、この超えた時間の算定を行ったときは、速やかに、当該月80時間超の労働者に対し、当該労働者に係る当該超えた時間に関する情報を通知しなければならない（規則第52条の2第3項）。また事業者は当該労働者の氏名及び超えた時間に関する情報を産業医に提供しなければならない（規則第14条の2第1項）。
事業者は、休憩時間を除き1週間当たり40時間を超えて労働させた場合におけるその超えた時間が1月当たり100時間を超えた、新たな技術、商品または役務の研究開発に係る業務に従事する者（労働基準法第36条11項）に対し、医師による面接指導を行わなければならない（第66条の8の2第1項、規則第52条の7第1項）。上記、一般の労働者と異なり、当該労働者の申出がなくても面接指導を行わなければならない（平成30年9月7日基発0907第2号）。また100時間を超えない場合であっても、80時間超となる場合は一般の面接指導の対象となる。
事業者は、高度プロフェッショナル制度により労働する労働者であって、その健康管理時間が当該労働者の健康の保持を考慮して厚生労働省令で定める時間（週当たりの健康管理時間が40時間を超えた場合におけるその超えた時間について、月当たり100時間）を超えるものに対し、医師による面接指導を行わなければならない（第66条の8の4第1項、規則第52条の7の4第1項）。上記、一般の労働者と異なり、当該労働者の申出がなくても面接指導を行わなければならない。
事業者は、上記面接指導を行う労働者以外の労働者であって健康への配慮が必要なものについては、厚生労働省令で定めるところにより、必要な措置（面接指導またはそれに準ずる措置）を講ずるように努めなければならない（第66条の9第1項）。高度プロフェッショナル制度により労働する労働者以外の労働者に対して行う「必要な措置」は、事業場において定められた当該必要な措置の実施に関する基準に該当する者に対して行うものとし、高度プロフェッショナル制度により労働する労働者に対して行う「必要な措置」は、当該労働者の申出によって行うものとする（規則第52条の8）。
派遣労働者については、派遣先が労働時間の状況を把握し、派遣元が面接指導等を実施しなければならない。管理監督者（労働基準法第41条）等、労働時間等に係る規定の適用について特段の定めのある労働者については、労働者自らが「疲労の蓄積が認められる」と判断して申し出れば、面接指導を実施する。医師は、面接指導を行うに当たっては、申出を行った労働者に対し、次に掲げる事項について確認を行うものとする（規則第52条の4）。 
- 当該労働者の勤務の状況
- 当該労働者の疲労の蓄積の状況
- 前号に掲げるもののほか、当該労働者の心身の状況

事業者は、ストレスチェックの通知を受けた労働者であって、検査の結果、心理的な負担の程度が高い者であって医師による面接指導を受けることを受ける必要があると当該検査を行った医師等が認めたものが、面接指導を受けることを希望する旨を申し出たときは、当該申出をした労働者に対し、厚生労働省令で定めるところにより、医師による面接指導を行わなければならない（第66条の10第3項、規則第52条の15）。この場合において、事業者は、労働者が当該申出をしたことを理由として、当該労働者に対し、不利益な取扱いをしてはならないし、また、申出の時点においてストレスチェック結果のみで就業上の措置の要否や内容を判断することはできないことから、事業者は、当然、ストレスェックの結果のみを理由とした不利益な取扱いについても、これを行ってはならない。常時使用する労働者50人未満のためストレスチェックの実施が努力義務とされる事業場であっても、ストレスチェックを実施した場合はその後の面接指導の実施は義務となる。医師は、面接指導を行うに当たっては、申出を行った労働者に対し、ストレスチェックの検査事項のほか、次に掲げる事項について確認を行うものとする（規則第52条の17）。 
- 当該労働者の勤務の状況
- 当該労働者の心理的な負担の状況
- 前号に掲げるもののほか、当該労働者の心身の状況

面接指導は、面接指導を受ける労働者の所属する事業場の状況を日頃から把握している当該事業場の産業医その他労働者の健康管理等を行うのに必要な知識を有する医師（以下「産業医等」という。）が行うことが望ましい。面接指導を実施した医師が、当該面接指導を受けた労働者の所属する事業場の産業医等でない場合には、当該事業場の産業医等からも面接指導を実施した医師の意見を踏まえた意見を聴取することが望ましい。
事業者は、医師の意見他所定の事項を記載した面接指導の結果を作成し、これを5年間保存しなければならない（規則第52条の6、規則第52条の18）。産業医・ストレスチェックを行った医師等は、所定の要件に該当する労働者に対し、面接指導の申出を行うよう勧奨することができる。また事業者は面接指導が行われた後、遅滞なく（おおむね1月以内。緊急に就業上の措置を講ずべき必要がある場合には可能な限り速やかに）当該医師から意見を聴かなければならない。事業者は、医師の意見を勘案し、その必要があると認めるときは、当該労働者の実情を考慮して、就業場所の変更、作業の転換、労働時間の短縮、深夜業の回数の減少等の措置を講ずるほか、当該医師の意見の衛生委員会若しくは安全衛生委員会又は労働時間等設定改善委員会への報告その他の適切な措置を講じなければならない。

### 離職後の健康診断
都道府県労働局長は、ガンその他の重度の健康障害を生ずるおそれのある業務で、政令で定めるものに従事していた者のうち、厚生労働省令で定める要件に該当する者に対し、離職の際に又は離職の後に、当該業務に係る健康管理手帳を交付するものとする（第67条）。有害業務従事者については、在職中は第66条2項により有害業務に従事しなくなった後も定期の健康診断が義務付けられているが、離職した労働者のうち一定の要件に該当するものについては政府の費用負担により定期に健康診断を行い、その健康管理の万全を期しているものである。

## 法的義務
健康診断の実施は事業者の義務であり（第66条1項）、使用者による健康診断の不実施は法違反となり、50万円以下の罰金に処せられる（第120条）。また、事業者の講ずる上記の措置は、労働安全衛生法に定める危険有害要因除去のための各種の措置とは異なり、その性質上労働者の努力なくしては予期した効果が期待できない。それゆえ事業者の実施する健康診断の受診は原則として労働者の義務であり（第66条5項）、労働者による健康診断の受診拒否は、就業規則等によって定める懲戒処分の対象となりうる。なおストレスチェックについては、労働者の受検義務は課せられていないが（第66条では、「健康診断」からストレスチェックを除外している）、メンタルヘルス不調で治療中のため受検の負担が大きいなどの特別な理由がない限り、全ての労働者がストレスチェックを受けることが望ましい。当該事業場でストレスチェックを実施する時点で休業している労働者については、事業者は当該労働者に対してストレスチェックを実施しなくても差し支えない。
健康診断の実施費用を労使いずれが負担すべきかについて法律の定めはないが、法で事業者に健康診断の実施の義務を課している以上、当然、事業者が負担すべきものであるとされる。労働者へ費用負担を強いると、健康診断を受けない労働者が発生するおそれがあり、使用者の健康診断実施義務が果たせないからである。ただし、事業主が実施する健康診断を受けず、労働者本人の都合により各自で受ける場合などには、本人負担となる場合もあり、実際には就業規則等の定めによることになる。
受診時の賃金に際しては、特殊健康診断は、受診に要する時間が労働基準法上の労働時間と算定されるため、健診が法定労働時間外に行われた場合、事業者は割増賃金を支払わなければならない。一般健康診断・二次健康診断・ストレスチェック及びその後の面接指導は、受診に要した時間に係る賃金の支払いについては当然には事業者の負担すべきものではなく、労使協議をして定めるべきものであるが、労働者の健康の確保は、事業の円滑な運営の不可欠な条件であることを考えると、一般健康診断・ストレスチェック及び面接指導を受けるのに要した時間の賃金を事業者が支払うことが望ましいとされる。
事業主は、外国人労働者に対して健康診断を実施するに当たっては、健康診断の目的・内容を当該外国人労働者が理解できる方法により説明するよう努めること。また、外国人労働者に対し健康診断の結果に基づく事後措置を実施するときは、健康診断の結果並びに事後措置の必要性及び内容を当該外国人労働者が理解できる方法により説明するよう努めること。また、事業主は、産業医、衛生管理者等を活用して外国人労働者に対して健康指導及び健康相談を行うよう努めること、とされる（「外国人労働者の雇用管理の改善等に関して事業主が適切に対処するための指針」（平成19年厚生労働省告示第276号））。
規模の大きい事業者では、通常の勤務時間内に事業者指定の病院（事業者自身が経営する病院のこともある）や健診センターで一般定期健康診断を受診させることが多く、その間の時間は有給であるのが一般的である。規模が小さい事業者では、勤務時間外に各労働者が選択した病院等で一般定期健康診断を受けさせ、後日、その費用を会社が支給していることもある。この場合は受診時間は無給となる。
なお、50人未満の労働者を使用する事業場の事業者は、特定の要件を満たせば、健康診断の費用として小規模事業場産業保健活動支援促進助成金を受けることができる（新規の申込みの受付は停止中）。

## 動向
厚生労働省の「令和4年労働安全衛生調査」によれば、令和3年11月1日~令和4年10月31日の1年間に一般健康診断を実施した事業所のうち所見のあった労働者のいる事業所の割合は69.8%（令和3年同調査では66.1%）となっている。このうち、所見のあった労働者に講じた措置内容（複数回答）をみると、「健康管理等について医師又は歯科医師から意見を聴いた」が45.3%（令和3年同調査では31.2%）と最も多くなっている。また同調査では、令和3年11月1日~令和4年10月31日の1年間にストレスチェックを実施した事業所のうち、結果の集団（部、課など）ごとの分析を実施した事業所の割合は72.2%（令和3年同調査では76.4%）であり、そのなかで分析結果を活用した事業所の割合は80.2%（令和3年同調査では79.9%）となっている。

## 歴史
現在の一般健康診断に連なる規定は、1942年（昭和17年）の工場法施行規則の改正により、工場法の適用がある全労働者に対して健康診断の実施が工場主に義務付けられたことに始まる。当時の検診項目は、大きな社会問題となっていた結核に対処したものであった。
戦後の労働基準法の施行により工場法の規定がそのまま引き継がれ、対象が全労働者に広がった。さらに1974年（昭和49年）の労働安全衛生法の制定により健診の規定は同法に引き継がれ同時に検診項目の追加等が行われ規定が整備された。その後、1989年（平成元年）、1998年（平成10年）にその時代時代の疾病構造を反映した健診項目の追加等がなされている。